# Ривас, Ригоберто
Ригобе́рто Мануэ́ль Ри́вас Ви́ндель (исп. Rigoberto Manuel Rivas Vindel; род. 31 июля 1998, Бельфате, Колон) — гондурасский футболист, полузащитник.

## Клубная карьера
Родился в городе Балфате, Рибас ещё в детском возрасте переехал в Италию, где он серьёзно стал заниматься футболом. Первой его командой была «Прато». В 18 лет талантливый игрок попал в юношескую команду «Интернационале», с которой он побеждал в первенстве Примаверы. Вскоре Рибас заключил контракт с главной командой. Но за все время нахождения в «нерадзурри» гондурасец лишь однажды попадал в заявку команды на матч — это случилось 28 мая 2017 года в поединке против «Удинезе». Не получая практики в основе, «Интер» сдает хавбека в аренду в другие коллективы. Так Ривас успел поиграть в Серии B за «Брешию», а также за «Тернану».
С сентябре 2019 года полузащитник выступает на правах аренды в «Реджине».

## Карьера в сборной
В 2017 году претендовал был в предварительном списке в национальной команды на участие в Золотом Кубке КОНКАКАФ в США, однако в основную заявку он не попал. За сборную Гондураса Ригоберто Ривас дебютировал только через два года — 5 мая 2019 года в товарищеском матче против Парагвая, который завершился со счетом 1:1. Параллельно хавбек вызывается в расположение молодёжной команды «катрачос».